# 崇松院
崇松院（すうしょういん、1838年7月15日（天保9年5月24日） - 1909年（明治42年）2月9日）は、江戸時代後期から明治時代の女性。尾張藩第15代藩主・一橋徳川家第10代当主である徳川茂徳（茂栄）の正室（御簾中）。父は丹羽長富。実名は政姫（まさひめ）。

## 生涯
二本松藩主・丹羽長富の娘として生まれる。母は側室の五味氏。高須藩主・松平義比の正室となり、1858年（安政5年）に長男の松平義端を出産する。同年のうちに、義比は徳川茂徳と改名して尾張藩主を継いだ。生後間もない義端が代わって高須藩主を継いだが、1860年（万延元年）に夭逝した。
姉の矩姫は、茂徳の実兄で先代の尾張藩主であった徳川慶勝の正室である。
1909年（明治42年）、死去。